# Garrulax leucolophus
Garrulax leucolophus е вид птица от семейство Leiothrichidae. Видът е незастрашен от изчезване.

## Разпространение
Разпространен е в Бангладеш, Бутан, Камбоджа, Китай, Индия, Мианмар, Непал, Тайланд и Виетнам.
Внесен е в Сингапур.